# Max-Albert Lorenz
Max-Albert Lorenz (* 10. November 1886 in Meeder, Sachsen-Coburg; † 12. Januar 1976 in Münster) war ein deutscher Politiker (NSDAP).

## Leben und Wirken
Nach dem Besuch der Volksschule in Coburg absolvierte Lorenz ab 1901 eine Lehre zum Bildhauer/Steinmetz. Ergänzend dazu besuchte er die Berufsschule. Im Ersten Weltkrieg brachte er es zum Offiziersstellvertreter. Außerdem wurde er mit dem Eisernen Kreuz 1. Klasse ausgezeichnet. Seinen Lebensunterhalt verdiente er als Angestellter bei der Landwirtschaftskammer in Münster, dann als Bankangestellter und später erneut – diesmal als Obersekretär – bei der Landwirtschaftskammer.
1929 trat Lorenz in die SA und zum 1. März 1930 in die NSDAP ein (Mitgliedsnummer 217.778). Von 1933 bis 1934 amtierte Lorenz als Polizeidezernent der Stadt Münster. 1934 folgte seine Ernennung zum Bereichssportführer im NS-Reichsbund für Leibesübung für Westfalen-Mitte. Später wurde er zum hauptamtlichen Führer der SA-Brigade 66 ernannt. Ab 1939 nahm er am Zweiten Weltkrieg teil.
Am 26. August 1941 trat Lorenz im Nachrückverfahren für den im Krieg gefallenen Abgeordneten Otto Schramme als Vertreter des Wahlkreises 17 in den nationalsozialistischen Reichstag ein.